# Arrouquelas
Arrouquelas est une freguesia portugaise située dans le District de Santarém.
Avec une superficie de 27,81 km2 et une population de 850 habitants (2001), la paroisse possède une densité de 21,9 hab/km2.